# 1960 na música

## Eventos
- 14 de Janeiro - Elvis Presley é promovido a Sargento no Exército Americano
- 6 de Fevereiro - O compositor Jesse Belvin morre num acidente de automobilístico em Los Angeles. Belvin foi o co-autor de "Earth Angel", clásico dos Penguins, de 1954
- 17 de Fevereiro - Os Everly Brothers assinam um contrato de 10 anos, no valor de US$1 milhão com a Warner Bros Records
- 25 de Fevereiro - Music for Amplified Toy Pianos, de John Cage, estreia nos Estados Unidos
- 5 de Março - Elvis Presley volta para casa, após o serviço militar no Exército
- Março - a publicação músical britânica Record Retailer lança seus próprios singles, álbuns e EP
- Primeira apresentação de Oliver!, de Lionel Bart
- 1 de Abril - Frank Sinatra, Sammy Davis Jr., Elvis Presley, Dean Martin e Mitch Miller filmam Sinatra's Timex Special para a  ABC no Fountainbleu Hotel em Miami
- 2 de Abril - A National Association of Record Merchants apresenta a primeira edição do seu prémio anual em Las Vegas
- 4 de Abril - A RCA Victor Records anuncia que vai lançar todos os singles de pop em mono e estéreo simultaneamente, é a primeira companhia de discos a fazer isso. O single de Elvis Presley, "Stuck on You," é o primeiro lançamento mono/estéreo da RCA
- 17 de Abril - Eddie Cochran, Gene Vincent e a namorada de Cochran, Sharon Sheeley se machucam em um acidente de carro, próximo a Chippenham, Wiltshire. Cochran morre num hospital em Bath, Inglaterra, devido a graves lesões cerebrais
- 20 de Abril - Elvis Presley volta a Hollywood, California pela primeira vez desde o seu regresso da Alemanha para filmar G.I. Blues
- 2 de Maio - The Drifters' Ben E. King deixa o grupo e assina um contrato a solo com a ATCO Records
- 11 de Junho - Estreia de Kontakte, de Karlheinz Stockhausen, em Colônia
- 13 de Junho - Estreia de Pli selon Pli, de Pierre Boulez, em Colônia

Meados de Julho - O cantor Teixeirinha lança seu disco de maior sucesso: O gaúcho Coração Do Rio Grande, pela Chantecler.
- 1 de Agosto - The Beatles apresentam-se pela primeira vez em Hamburgo, Alemanha. Nessa altura a banda era composta por John Lennon, Paul McCartney, George Harrison, nas guitarras e vocais, Stu Sutcliffe no baixo e Pete Best na bateria
- 27 de Agosto - O Louisiana Hayride emite o seu último programa radiofónico
- 16 de Outubro - Estreia de Anaklasis, de Krzysztof Penderecki, em Donaueschingen, Alemanha
- 5 de Novembro - O cantor de música Country Johnny Horton morre num acidente de viação em Milano, Texas
- 13 de Novembro - Sammy Davis, Jr. e May Britt se casam
- Dalida recebe o Oscar da Radio Monte Carlo e o Grande Prémio para a melhor canção Italiana
- A carreira musical do grupo The Beatles começa
- A carreira musical de Patti LaBelle começa
- A carreira musical de Carla Thomas começa
- A carreira musical de Hank Williams Jr. começa
- A carreira musical de Van Morrison começa
- A carreira musical do grupo The Supremes começa
- Renato Carosone anuncia o seu abandono da cena musical

## Álbuns lançados
- Alone With Dion - Dion DiMucci
- Elvis Is Back - Elvis Presley
- His Hand in Mine - Elvis Presley
- Genius of Ray Charles - Ray Charles
- Giant Steps - John Coltrane
- Hello, Love - Ella Fitzgerald
- "Joan Baez" - Joan Baez
- Les Enfants du Pirée - Dalida
- Ella in Berlin: Mack the Knife - Ella Fitzgerald
- Me And My Shadows - Cliff Richard & The Shadows
- More Songs By Ricky  -  Ricky Nelson
- Nice ’n’ Easy - Frank Sinatra

O Gaúcho Coração Do Rio Grande - Teixeirinha
- Sings Songs from Let No Man Write My Epitaph - Ella Fitzgerald
- String Along  -  The Kingston Trio
- This Is Brenda  -  Brenda Lee
- Wish Upon A Star With Dion & The Belmonts - Dion DiMucci & The Belmonts
- Ella Wishes You a Swinging Christmas - Ella Fitzgerald
- Where The Boys Are - Connie Francis
- It's Everly Tim - Everly Brothers

## Os Maiores Hits (Êxitos)
- "Alley-Oop" - Hollywood Argyles
- "Burning Bridges"  -  Jack Scott
- "Calcutta" - Lawrence Welk
- "Cathy's Clown" - The Everly Brothers
- "Chain Gang" - Sam Cooke

Coração De Luto - Teixeirinha
- "Corinna, Corinna" - Ray Peterson
- "Dreamin' " - Johnny Burnette
- "Everybody's Somebody's Fool" - Connie Francis
- "Exodus" - Ferrante & Teicher
- "Georgia On My Mind" - Ray Charles
- "Good Timin'" - Jimmy Jones
- "I'm Sorry"  -  Brenda Lee
- "Itsi Bitsi Petit Bikini"  -  Dalida
- "It's Now Or Never" - Elvis Presley
- "Itsy Bitsy Teenie Weenie Yellow Polka Dot Bikini" - Brian Hyland
- "L'Arlequin de Tolède"  -  Dalida
- "Les Enfants du Pirée"  -  Dalida
- "Mission Bell" - Donnie Brooks
- "Mule Skinner Blues" - The Fendermen
- "North To Alaska" - Johnny Horton
- "Only The Lonely" - Roy Orbison
- "Ô Sole Mio"  -  Dalida
- "Romantica"  -  Dalida
- "Rubber Ball" - Bobby Vee
- "Save The Last Dance For Me" - The Drifters
- "Sink the Bismarck" - Johnny Horton
- "Stay" - Maurice Williams & the Zodiacs
- "T'Aimer Follement"  -  Dalida
- "Tall Oak Tree" - Dorsey Burnette
- "Teen Angel" - Mark Dinning
- "Tell Laura I Love Her" - Ray Peterson
- "Today's Teardrops" - Roy Orbison, escrito por Gene Pitney
- "True Love Ways" -  Buddy Holly
- "Walk, Don't Run" - The Ventures
- "What In the World's Come Over You"  -  Jack Scott
- "Wild One" - Bobby Rydell
- "You're Sixteen" - Johnny Burnette
- "You Talk Too Much" - Joe Jones

## Músicas Populares publicadas
- "Ain't That A Kick In The Head?" letras: Sammy Cahn música: James Van Heusen
- "Alley-Oop"     letras e música: Dallas Frazier
- "Apache"     música: Jerry Lordan
- "Artificial Flowers"     letras: Sheldon Harnick música: Jerry Bock do musical Tenderloin
- "Because They're Young"     letras: Aaron Schroeder & Wally Gold música: Don Costa
- "Bellyup To The Bar, Boys"     letras e música: Meredith Willson
- "Bonanza!"     letras e música: Jay Livingston & Ray Evans
- "Calcutta"     letras: Lee Pockriss & Paul Vance música: Heino Gaze
- "Calendar Girl"     letras: Howard Greenfield música: Neil Sedaka
- "Camelot"     letras: Alan Jay Lerner música: Frederick Loewe
- "Cathy's Clown"     letras e música: Don Everly & Phil Everly
- "Chain Gang"     letras e música: Sam Cooke
- "Corinna, Corinna"     adapt with new  letras: Mitchell Parish
- " 'D' In Love"     Sid Tepper, Joeseph C. Bennett
- "Dis-Donc, Dis-Donc"     letras: (Inglês) Julian Moore, David Heneker & Monty Norman (Francês) Alexandre Breffort música: Marguerite Monnot
- "Do You Mind"     letras e música: Lionel Bart
- "Dolce Far Niente"     letras e música: Meredith Willson
- "Eee-o-Eleven" letras: Sammy Cahn música: James Van Heusen * "Emotions"     Kearney
- "Everybody's Somebody's Fool"     letras: Howard Greenfield música: Jack Keller
- "Exodus"     letras: Charles E. (Pat) Boone música: Ernest Gold
- "Faraway Boy"     letras e música: Frank Loesser
- "Fings Ain't Wot They Used To Be"     letras e música: Lionel Bart
- "Follow Me"     letras: Alan Jay Lerner música: Frederick Loewe
- "Footsteps"     letras e música: Barry Mann & Hank Hunter
- "Give A Little Whistle"     letras: Carolyn Leigh música: Cy Coleman
- "Good Timin' "     letras e música: Fred Tobias & Clint Ballard, Jr.
- "Goodness Gracious Me"     D. Lee, H. Kretzmer
- "The Green Leaves Of Summer"     letras: Paul Francis Webster música: Dimitri Tiomkin
- "Happy-Go-Lucky Me"     letras e música: Paul Evans
- "He Will Break Your Heart"     letras e música: Jerry Butler, Calvin Carter & Curtis Mayfield
- "Hennesey" música: Sonny Burke.  Tema da série de TV Hennesey estrelando Jackie Cooper.
- "Hey, Look Me Over!"     letras: Carolyn Leigh música: Cy Coleman
- "How To Handle A Woman"     letras: Alan Jay Lerner música: Frederick Loewe
- "I Ain't Down Yet"     letras e música: Meredith Willson.  Introduzido por Tammy Grimes e Harve Presnell no musical The Unsinkable Molly Brown.  Executada na versão de 1964 do filme por Debbie Reynolds e Harve Presnell.
- "I Can See It"     letras:Tom Jones música: Harvey Schmidt
- "I Gotta Know"     letras e música: Paul Evans & Matt Williams
- "I Loved You Once In Silence"     letras: Alan Jay Lerner música: Frederick Loewe
- "I Want To Be Wanted"     letras: (Inglês) Kim Gannon (Italiano) A. Testa música: Pino Spotti
- "I Wonder What The King Is Doing Tonight"     letras: Alan Jay Lerner música: Frederick Loewe
- "I'd Do Anything"     letras e música: Lionel Bart
- "If Ever I Would Leave You"     letras: Alan Jay Lerner música: Frederick Loewe
- "I'll Be There"     letras e música: Bobby Darin
- "I'm Sorry"     letras e música: Ronnie Self & Dub Allbritten
- "Irma La Douce"     letras: (Eng) Julian More, David Heneker & Monty Norman (Fr) Alexandre Breffort música: Marguerite Monnot
- "It Depends On What You Pay"     letras:Tom Jones música: Harvey Schmidt
- "It's Now Or Never"     letras e música: adapt. Aaron Schroeder & Wally Gold
- "Itsy Bitsy Teenie Weenie Yellow Polka Dot Bikini"     letras: Paul Vance & Lee Pockriss música: Brian Hyland
- "Jump Over"     letras e música: Frank C. Slay Jr & Bob Crewe
- "Just Come Home"     letras: (Eng) Carl Sigman (Fr) Édith Piaf música: Marguerite Monnot
- "Kids"     letras: Lee Adams música: Charles Strouse
- "Last Date"     música: Floyd Cramer
- "Let's Think About Living"     letras e música: Boudleaux Bryant
- "Little Boy Lost"     letras e música: Johnny Ashcroft & Tony Withers
- "A Lot Of Livin' To Do"     letras: Lee Adams música: Charles Strouse
- "The Lusty Month Of May"     letras: Alan Jay Lerner música: Frederick Loewe
- "The Magnificent Seven"     música: Elmer Bernstein
- "Make Someone Happy"     letras: Betty Comden & Adolph Green música: Jule Styne
- "A Million To One"     letras e música: Phil Medley
- "Mission Bell"     letras e música: William Michael
- "Mister Custer"     letras e música: Fred Darian, Al De Lory & Joseph Van Winkle
- "Money (That's What I Want)"     letras e música: Janie Bradford & Berry Gordy, Jr.
- "Mountain Of Love"     letras e música: Harold Dorman
- "Mr Lucky"     música: Henry Mancini
- "Much More"     letras: Tom Jones música: Harvey Schmidt
- "My Heart Has A Mind Of Its Own"     letras: Howard Greenfield música: Jack Keller
- "My Home Town"     letras e música: Paul Anka
- "My Old Man's A Dustman"     Lonnie Donegan, P. Buchanan, B. Thorn, R. Beaumont
- "My Shoes Keep Walking Back To You"     L. Ross, Bob Wills
- "Never On Sunday"     letras: (Eng) Billy Towne (Greek) Manos Hadjidakis música: Manos Hadjidakis
- "Nice 'N' Easy"     letras: Marilyn Keith & Alan Bergman música: Lew Spence
- "North To Alaska"     letras e música: Mike Phillips
- "O Dio Mio"     letras e música: Al Hoffman & Dick Manning
- "One Boy"     letras: Lee Adams música: Charles Strouse
- "One Last Kiss"     letras: Lee Adams música: Charles Strouse
- "One Of Us (Will Weep Tonight)"     letras e música: Clint Ballard Jr & Fred Tobias
- "Only The Lonely"     letras e música: Roy Orbison & Joe Melson
- "La Pachanga"     letras: (Inglês) Jeanne Pollack (Espanhol) Eduardo Davidson música: Eduardo Davidson
- "Pepe"     H. Wittstatt, D. Langdon
- "Plant A Radish"     letras: Tom Jones música: Harvey Schmidt
- "Please Don't Tease"     B. Welch, P. Chester
- "Please Help Me I'm Falling"     letras e música: Don Robertson & Hal Blair
- "Poetry In Motion"     letras e música: Paul Kauffman & Mike Anthony
- "Portrait Of My Love"     letras: David West música: Cyril Ornadel
- "Puppy Love"     letras e música: Paul Anka
- "Put On A Happy Face"     letras: Lee Adams música: Charles Strouse
- "Round And Round"     letras:Tom Jones música: Harvey Schmidt
- "Rubber Ball"     letras e música: Anne Orlowski & Aaron Schroeder
- "Run Samson Run"     letras: Howard Greenfield música: Neil Sedaka
- "Sailor"     letras: (Eng) Alan Holt (Ger) Fini Busch música: Werner Scharfenberger
- "Save The Last Dance For Me"     letras e música: Doc Pomus & Mort Shuman
- "The Second Time Around"     letras: Sammy Cahn música: James Van Heusen.  Introduzido por Bing Crosby no filme High Time.
- "Shazam!"     letras e música: Duane Eddy & Lee Hazlewood
- "She Wears My Ring"     letras e música: Felice & Boudleaux Bryant
- "She's My Baby"     Turnbull, Moffat, Finch
- "Sink The Bismarck"     letras e música: Tillman Franks & Johnny Horton
- "Sixteen Reasons"     letras e música: Bill Post & Doree Post
- "So Sad (To Watch Good Love Go Bad)"     letras e música: Don Everly
- "Soon It's Gonna Rain"     letras: Tom Jones música: Harvey Schmidt
- "Spanish Harlem"     Jerry Leiber, Phil Spector
- "Stairway To Heaven"     letras: Howard Greenfield música: Neil Sedaka
- "Starbright"     letras e música: Lee Pockriss & Paul Vance
- "Stay"     letras e música: Maurice Williams
- "Stuck On You"     letras e música: Aaron Schroeder & J. Leslie McFarland
- "Swingin' School"     letras: Kal Mann música: Bernie Lowe & Dave Appell
- "T.L.C. Tender Love And Care"     Lehman, Lebowsky, Clarke
- "A Taste Of Honey"     letras: Ric Marlow música: Bobby Scott
- "Tell Laura I Love Her"     letras e música: Jeff Barry & Ben Raleigh
- "Theme from "A Summer Place""     música: Max Steiner
- "Theme from "The Apartment""     música: Charles Williams
- "Theme from "The Unforgiven""     letras: Ned Washington música: Dimitri Tiomkin
- "They Were You'     letras:Tom Jones música: Harvey Schmidt
- "Tie Me Kangaroo Down, Sport"     letras e música: Rolf Harris
- "Togetherness"     letras e música: Russell Faith
- "Try To Remember"     letras: Tom Jones música: Harvey Schmidt
- "The Twist"     letras e música: Hank Ballard
- "Twistin' USA"     letras e música: Kal Mann
- "Two Of A Kind"     letras e música: Bobby Darin & Johnny Mercer
- "The Village Of St. Bernadette"     letras e música: Eula Parker
- "Wake Me When It's Over"     letras: Sammy Cahn música: James Van Heusen
- "Walk, Don't Run"     letras e música: Johnny Smith
- "Walking Away Whistling"     letras e música: Frank Loesser
- "Walking To New Orleans"     letras e música: Antoine "Fats" Domino
- "What Do The Simple Folk Do?"     letras: Alan Jay Lerner música: Frederick Loewe
- "What Takes My Fancy"     letras: Carolyn Leigh música: Cy Coleman
- "When Will I Be Loved?"     letras e música: Phil Everly
- "Who Will Buy?"     letras e música: Lionel Bart
- "Wild One"     letras e música: Bernie Lowe, Kal Mann & Dave Appell
- "Will You Love Me Tomorrow?"     Carole King, Gerry Goffin
- "Wings Of A Dove"     Robert B. "Bob" Ferguson, Sr.
- "Wonderful World"     letras e música: B. Campbell
- "Wooden Heart"     letras e música: adapt. Fred Wise, Ben Weisman, Kay Twomey & Bert Kaempfert
- "(In The Summertime) You Don't Want My Love"     letras e música: Roger Miller
- "You Talk Too Much"     letras e música: Joe Jones & Reginald Hall
- "Young Emotions"     letras: Mack David música: Jerry Livingston
- "You're Sixteen"     letras e música: Richard música: Sherman & Robert B. Sherman

## Música Clássica
- William Alwyn - Concerto para Piano Nº 2
- Malcolm Arnold - Sinfonia Nº 4
- Mario Davidovsky - Contrastes Nº 1, para orquestra de cordas e sons eletrônicos
- Jakov Gotovac - Plesovi od Bunjevaca
- Krzysztof Penderecki - Threnody for the Victims of Hiroshima
- Dmitri Shostakovich
  - Quarteto de Cordas Nº 7 em Mi bemol Maior, Op.108
  - Quarteto de Cordas Nº 8 em Dó Menor, Op.110
- William Walton - Sinfonia Nº 2
- Mieczyslaw Weinberg - Sinfonietta Nº 2
- Marlos Nobre
  - 1º Ciclo Nordestino
  - Nazarethiana

## Ópera
- Du Mingxin - Women Generals of the Yangs

## Teatro Musical
- Bye Bye Birdie (Lee Adams e Charles Strouse) - Broadway produção aberta no Martin Beck Theatre em 14 de Abril e chegando a 607 apresentações.
- Camelot (Alan Jay Lerner e Frederick Loewe) - produção da Broadway aberta no Majestic Theatre em 3 de Dezembro e chegando a 873 apresentações.
- Do-Re-Mi     Produção da Broadway aberta no St. James Theatre em 26 de Dezembro e chegando a 400 apresentações.
- The Fantastics     Produzido fora da Broadway e aberto no Sullivan Street Playhouse em 3 de Maio e chegando a 17162 apresentações.
- Flower Drum Song (Rodgers & Hammerstein) - London produção aberta no Palace Theatre em 24 de Março e chegando a 464 apresentações.
- From A to Z     Broadway revisto aberto no Plymouth Theatre em 20 de Abril e chegando a 21 apresentações.
- Irma La Douce     Produção da Broadway aberta no Plymouth Theatre em 29 de Setembro e chegando a 524 apresentações.
- Oh, Kay!     Memorial fora da Broadway aberto no East 74th Street Theatre em 16 de Abril e chegando a 119 apresentações.
- Oliver! (Lionel Bart) - Produção londrina aberta no New Theatre em 30 de Junho e chegando a 2618 apresentações.
- Parade     Broadway revisto aberto no Players Theatre em 20 de Janeiro e chegando a 95 apresentações.
- Tenderloin     Produção da Broadway aberta no  46th Street Theatre em 17 de Outubro e chegando a 216 apresentações.
- The Unsinkable Molly Brown (Meredith Willson) - Produção da Broadway aberta noWinter Garden Theatre em 3 de Novembro e chegando a 532 apresentações.
- Valmouth     Produzido fora da Broadway e aberto no York Playhouse em 6 de Outubro e chegando a 14 apresentações.

## Filmes Musicais
- Bells Are Ringing - estrelando Judy Holliday, Dean Martin e Eddie Foy Jr.
- Can-Can - estrelando Frank Sinatra, Shirley MacLaine, Maurice Chevalier, Louis Jourdan e Juliet Prowse
- Cinderfella - estrelando Jerry Lewis
- G.I. Blues - estrelando Elvis Presley e Juliet Prowse
- High Time - lançado em 16 de Setembro, estrelando Bing Crosby, Fabian, Tuesday Weld e Yvonne Craig.
- Let's Make Love - estrelando Marilyn Monroe, Yves Montand e Frankie Vaughan
- Ocean's Eleven

## Nascimentos
- 4 de Janeiro - Michael Stipe, líder da banda de rock R.E.M.
- 8 de janeiro - Dave Weckl
- 12 de Janeiro - Charlie Gillingham, Counting Crows
- 22 de Janeiro - Michael Hutchence, INXS
- 3 de Fevereiro - Tim Chandler, Daniel Amos, The Swirling Eddies, e outros
- 4 de Fevereiro - Tim Booth, líder e vocalista da banda britânica James.
- 19 de Fevereiro - William Holly Johnson, Frankie Goes To Hollywood
- 27 de Fevereiro - Paul Humphries, Orchestral Maneuvers In The Dark
- 13 de Março - Adam Clayton, baixista da banda de rock U2
- 19 de Março - Eliane Elias, pianista, cantora e compositora
- 27 de Março - Renato Russo, líder e vocalista do Legião Urbana (m. 1996)
- 31 de Março - Luciano Ligabue, cantor e compositor italiano.
- 23 de Abril - Leo Jaime, cantor, compositor e ator brasileiro.
- 25 de abril - Mário Laginha, pianista e compositor português.
- 6 de Maio - John Flansburgh, They Might Be Giants
- 10 de Maio - Bono, líder da banda de rock U2
- 1 de Junho - Simon Gallup, The Cure
- 2 de Junho - Tony Hadley, Spandau Ballet
- 6 de Junho - Steve Vai, guitarrista norte-americano.
- 8 de Junho - Mick Hucknall, Simply Red
- 10 de Junho - Mark-Anthony Turnage, compositor
- 20 de Junho - Nigel John Taylor, baixista do Duran Duran
- 30 de Junho - Tony Bellotto, escritor, cantor e apresentador brasileiro.
- 8 de Julho - Thilo Martinho, músico alemão.
- 28 de Julho - Chris Reece, baterista do The Lewd e Social Distortion (1985-1995)
- 28 de Julho - João Paulo, cantor brasileiro de música sertaneja (m. 1997)
- 1 de Agosto - Chuck D, Public Enemy
- 7 de Agosto - Jacqui O'Sullivan, Bananarama
- 14 de agosto - Sarah Brightman, cantora e atriz inglesa.
- 23 de Agosto - Steve Clark, Def Leppard
- 26 de Agosto - Branford Marsalis, músico de jazz
- 31 de Agosto - Chris Whitley, cantor e letrista (morto em 2005)
- 8 de Setembro - David Steele, Fine Young Cannibals
- 22 de Setembro - Joan Jett, The Runaways
- 7 de Outubro - Kyosuke Himuro, cantor japonês(Boøwy)
- 14 de Outubro - Kiko Zambianchi, cantor brasileiro.
- 22 de Outubro - Cris Kirkwood, Meat Puppets
- 30 de Outubro - Joey Belladonna, Anthrax
- 30 de Outubro - Alfred Hill, compositor
- 1 de Novembro - José Salgueiro, - baterista português
- 19 de Novembro - Matt Sorum, Guns N' Roses
- 25 de Novembro - Amy Grant, cantora norte-americana.
- 2 de Dezembro - Rick Savage, Def Leppard
- 2 de Dezembro - Tavinho Fialho, baixista e compositor brasileiro (m. 1993)
- 20 de Dezembro - Pedro Abrunhosa, cantor e compositor português.
- 31 de Dezembro - Paul Westerberg
- Greg Flesch - Daniel Amos, The Swirling Eddies
- ? José Peixoto - músico português.

## Mortes
- 24 de Janeiro - Edwin Fischer, pianista e maestro
- 3 de Fevereiro - Fred Buscaglione, cantor italiano, músico e compositor
- 6 de Fevereiro - Jesse Belvin, acidente de carro
- 4 de Março - Leonard Warren, barítono
- 17 de Abril - Eddie Cochran, acidente de carro
- 8 de Maio - Hugo Alfvén, compositor, maestro, violinista e pintor,  Suécia, (n. 1872)
- 12 de Maio - Cecil Armstrong Gibbs, compositor
- 9 de Setembro - Jussi Björling - tenor sueco
- 5 de Novembro - Johnny Horton, cantor americano de músicas country, acidente de carro
- Joseph Lamb -

## Premiações

### GrammyAwards
- Disco do Ano: "Theme From A Summer Place" - Percy Faith
- Álbum do Ano: Button Down Mind - Bob Newhart
- Música do Ano: - "Theme From Exodus" -  Ernest Gold, compositor

### Festival Eurovisão da Canção
- Festival Eurovisão da Canção (1960)